# Telma Monteiro
Telma Alexandra Pinto Monteiro, OM (Almada, 27 de desembre de 1985) és una judoka portuguesa, que ha aconseguit diverses medalles en competicions internacionals, tals com els Campionats Europeus o els Campionats mundials. Ens els Jocs Olímpics de 2016, celebrats a Rio de Janeiro, Montero va aconseguir la seva primera medallas olímpica, adjudicant-se el bronze en la categoria de –57 kg. A nivell de clubs, va començar la seva carrera al Construções Norte/Sul, fins que el 2007 va marxar al Benfica.